# Leo White (herec)
Leo White (10. listopadu 1882 Graudenz (dnes Polsko) – 20. září 1948 Glendale, Kalifornie) byl americký filmový a divadelní herec německého původu. Proslavila ho zejména dlouholetá spolupráce s Charlie Chaplinem.

## Život a kariéra
Narodil se 10. listopadu 1882 v Graudenz v Německu (od roku 1920 město patří Polsku a nese jméno Grudziądz), ale dětství strávil ve Velké Británii. Broadwayský producent Daniel Frohman ho přivedl do Spojených států a pod jeho záštitou se mladý Leo White začal věnovat herectví. Filmovou kariéru zahájil v roce 1911 a o dva roky později přešel do studia Essanay. Od roku 1915 se začíná objevovat v komediích Charlieho Chaplina, poprvé se tak stalo ve filmu Chaplin v parku. Ještě v roce 1940 ztvárnil drobnou roli ve snímku Diktátor, která jeho účinkování v Chaplinových filmech zakončila.
Leo White také hrál v posledním Chaplinově filmu pro studio Essanay Triple Trouble a podílel se i na jeho režii. Film byl sestříhán ze starších nepoužitých scének, ke kterým byly dodatečně dotočeny další záběry. Snímek se dočkal svého uvedení až dva roky po Chaplinově odchodu z
Essanay a režisérem dodatečných scén byl právě Leo White.
Za svůj život se objevil ve více než 400 filmech. Zemřel 20. září 1948 v kalifornském městě Glendale a je zde i pochován.

## Výběr z herecké filmografie
- Chaplin v parku (1915)
- Chaplin tulákem (1915)
- Chaplin se žení (1915)
- Chaplin na námluvách (1915)
- Chaplin lodním kuchařem (1915)
- Chaplin boxerem (1915)
- Carmen (1915)
- Chaplin zlodějem (1916)
- Chaplin ve filmovém ateliéru (1916)
- Chaplin obchodním příručím (1916)
- Chaplin hasičem (1916)
- Chaplin strážcem veřejného pořádku (1917)
- Triple Trouble (1918)
- On si léčí nervy (1923)
- Carevna (1924)
- Ztracený svět (1925)
- Ben Hur (1925)
- Polévka pro blázny (1930)
- Lidé v hotelu (1932)
- Neviditelný muž (1933)
- Rudá carevna (1934)
- Hříšní andělé (1938)
- List (1940)
- Diktátor (1940)
- To je John Doe (1941)
- Casablanca (1942)
- Dáma ve vlaku (1945)
- Uloupený život (1946)